# Bahnstrecke Worowo–Wysoka Kamieńska
| Die Bahnstrecke bei Golczewo (Gülzow) |                         |                                                |                                                |
| Streckennummer: | PKP 420                 |                                                |                                                |
| Kursbuchstrecke: | 111g (1934) 111h (1940) |                                                |                                                |
| Streckenlänge: | 60,5 km                 |                                                |                                                |
| Spurweite: | 1435 mm (Normalspur)    |                                                |                                                |
| |                         |                                                |                                                |
| \| \| \| Bahnstrecke von Stargard Szczeciński \| \| \| \| 0,0 \| Worowo (Wurow) \| Worowo (Wurow) \| \| \| \| Bahnstrecke nach Koszalin–Danzig \| \| \| \| 2,4 \| Poradz (Muhlendorf) \| Poradz (Muhlendorf) \| \| \| 4,0 \| Bełczna (Neukirchen [Kr. Regenwalde]) \| Bełczna (Neukirchen [Kr. Regenwalde]) \| \| \| 6,3 \| Przemysław (Premslaff) \| Przemysław (Premslaff) \| \| \| 10,4 \| Starogard Łobeski (Stargordt) \| Starogard Łobeski (Stargordt) \| \| \| 14,9 \| Maćkowo (Matzkenheide) \| Maćkowo (Matzkenheide) \| \| \| \| Kleinbahnstrecke von Mieszewo \| \| \| \| \| Kleinbahnstrecke von Skrzydłowo \| \| \| \| 18,5 \| Resko Północne (Regenwalde Nord) \| Resko Północne (Regenwalde Nord) \| \| \| \| Bahnstrecke nach Wyszogóra \| \| \| \| 23,8 \| Komorowo Pomorskie (Kummerow [Kr. Regenwalde]) \| Komorowo Pomorskie (Kummerow [Kr. Regenwalde]) \| \| \| 26,7 \| Dobiesław (Altenhagen) \| Dobiesław (Altenhagen) \| \| \| \| Bahnstrecke von Goleniów \| \| \| \| 30,5 \| Płoty (Plathe) \| Płoty (Plathe) \| \| \| \| Bahnstrecke nach Gryfice–Koszalin \| \| \| \| 34,6 \| Sowno (Zowen) \| Sowno (Zowen) \| \| \| 36,8 \| Mechowo Łobeskie (Zimmerhausen) \| Mechowo Łobeskie (Zimmerhausen) \| \| \| 39,8 \| Truskolas (Trutzlatz) \| Truskolas (Trutzlatz) \| \| \| 44,5 \| Unibórz (Tonnebuhr) \| Unibórz (Tonnebuhr) \| \| \| 46,5 \| Barnisławice (Balbitzow) \| Barnisławice (Balbitzow) \| \| \| \| Kleinbahnstrecke von Gryfice \| \| \| \| 49,9 \| Golczewo Pomorskie (Gülzow) \| Golczewo Pomorskie (Gülzow) \| \| \| \| Kleinbahnstrecke nach Stepnica \| \| \| \| \| Kleinbahnstrecke nach Zamlino–Śniatowo \| \| \| \| 55,5 \| Kretlewo (Kretlow) \| Kretlewo (Kretlow) \| \| \| \| Bahnstrecke von Stettin-Altdamm \| \| \| \| 60,5 \| Wysoka Kamieńska (Wietstock [Pommern]) \| Wysoka Kamieńska (Wietstock [Pommern]) \| \| \| \| Bahnstrecke nach Wolin–Świnoujście \| \| \| \| \| Bahnstrecke nach Kamień Pomorski \| \| |                         |                                                |                                                |
| Strecke |                         | Bahnstrecke von Stargard Szczeciński           | Bahnstrecke von Stargard Szczeciński           |
| Bahnhof | 0,0                     | Worowo (Wurow)                                 | Worowo (Wurow)                                 |
| Abzweig ehemals geradeaus, nach rechts und ehemals von rechts |                         | Bahnstrecke nach Koszalin–Danzig               | Bahnstrecke nach Koszalin–Danzig               |
| Bahnhof (Strecke außer Betrieb) | 2,4                     | Poradz (Muhlendorf)                            | Poradz (Muhlendorf)                            |
| Bahnhof (Strecke außer Betrieb) | 4,0                     | Bełczna (Neukirchen [Kr. Regenwalde])          | Bełczna (Neukirchen [Kr. Regenwalde])          |
| Bahnhof (Strecke außer Betrieb) | 6,3                     | Przemysław (Premslaff)                         | Przemysław (Premslaff)                         |
| Bahnhof (Strecke außer Betrieb) | 10,4                    | Starogard Łobeski (Stargordt)                  | Starogard Łobeski (Stargordt)                  |
| Bahnhof (Strecke außer Betrieb) | 14,9                    | Maćkowo (Matzkenheide)                         | Maćkowo (Matzkenheide)                         |
| Abzweig geradeaus und von links (Strecke außer Betrieb) |                         | Kleinbahnstrecke von Mieszewo                  | Kleinbahnstrecke von Mieszewo                  |
| Abzweig geradeaus und von rechts (Strecke außer Betrieb) |                         | Kleinbahnstrecke von Skrzydłowo                | Kleinbahnstrecke von Skrzydłowo                |
| Bahnhof (Strecke außer Betrieb) | 18,5                    | Resko Północne (Regenwalde Nord)               | Resko Północne (Regenwalde Nord)               |
| Abzweig geradeaus und nach links (Strecke außer Betrieb) |                         | Bahnstrecke nach Wyszogóra                     | Bahnstrecke nach Wyszogóra                     |
| Bahnhof (Strecke außer Betrieb) | 23,8                    | Komorowo Pomorskie (Kummerow [Kr. Regenwalde]) | Komorowo Pomorskie (Kummerow [Kr. Regenwalde]) |
| Bahnhof (Strecke außer Betrieb) | 26,7                    | Dobiesław (Altenhagen)                         | Dobiesław (Altenhagen)                         |
| Abzweig ehemals geradeaus und von links |                         | Bahnstrecke von Goleniów                       | Bahnstrecke von Goleniów                       |
| Bahnhof | 30,5                    | Płoty (Plathe)                                 | Płoty (Plathe)                                 |
| Abzweig ehemals geradeaus und nach rechts |                         | Bahnstrecke nach Gryfice–Koszalin              | Bahnstrecke nach Gryfice–Koszalin              |
| Bahnhof (Strecke außer Betrieb) | 34,6                    | Sowno (Zowen)                                  | Sowno (Zowen)                                  |
| Bahnhof (Strecke außer Betrieb) | 36,8                    | Mechowo Łobeskie (Zimmerhausen)                | Mechowo Łobeskie (Zimmerhausen)                |
| Bahnhof (Strecke außer Betrieb) | 39,8                    | Truskolas (Trutzlatz)                          | Truskolas (Trutzlatz)                          |
| Bahnhof (Strecke außer Betrieb) | 44,5                    | Unibórz (Tonnebuhr)                            | Unibórz (Tonnebuhr)                            |
| Haltepunkt / Haltestelle (Strecke außer Betrieb) | 46,5                    | Barnisławice (Balbitzow)                       | Barnisławice (Balbitzow)                       |
| Abzweig geradeaus und von rechts (Strecke außer Betrieb) |                         | Kleinbahnstrecke von Gryfice                   | Kleinbahnstrecke von Gryfice                   |
| Bahnhof (Strecke außer Betrieb) | 49,9                    | Golczewo Pomorskie (Gülzow)                    | Golczewo Pomorskie (Gülzow)                    |
| Abzweig geradeaus und nach links (Strecke außer Betrieb) |                         | Kleinbahnstrecke nach Stepnica                 | Kleinbahnstrecke nach Stepnica                 |
| Abzweig geradeaus und nach rechts (Strecke außer Betrieb) |                         | Kleinbahnstrecke nach Zamlino–Śniatowo         | Kleinbahnstrecke nach Zamlino–Śniatowo         |
| Bahnhof (Strecke außer Betrieb) | 55,5                    | Kretlewo (Kretlow)                             | Kretlewo (Kretlow)                             |
| Abzweig ehemals geradeaus und von rechts |                         | Bahnstrecke von Stettin-Altdamm                | Bahnstrecke von Stettin-Altdamm                |
| Bahnhof | 60,5                    | Wysoka Kamieńska (Wietstock [Pommern])         | Wysoka Kamieńska (Wietstock [Pommern])         |
| Abzweig geradeaus und nach links |                         | Bahnstrecke nach Wolin–Świnoujście             | Bahnstrecke nach Wolin–Świnoujście             |
| Strecke |                         | Bahnstrecke nach Kamień Pomorski               | Bahnstrecke nach Kamień Pomorski               |

Die Bahnstrecke Worowo–Wysoka Kamieńska (Wurow–Wietstock) ist eine ehemalige Nebenbahn der Staatsbahn in Polen und verläuft innerhalb der Woiwodschaft Westpommern.

## Verlauf

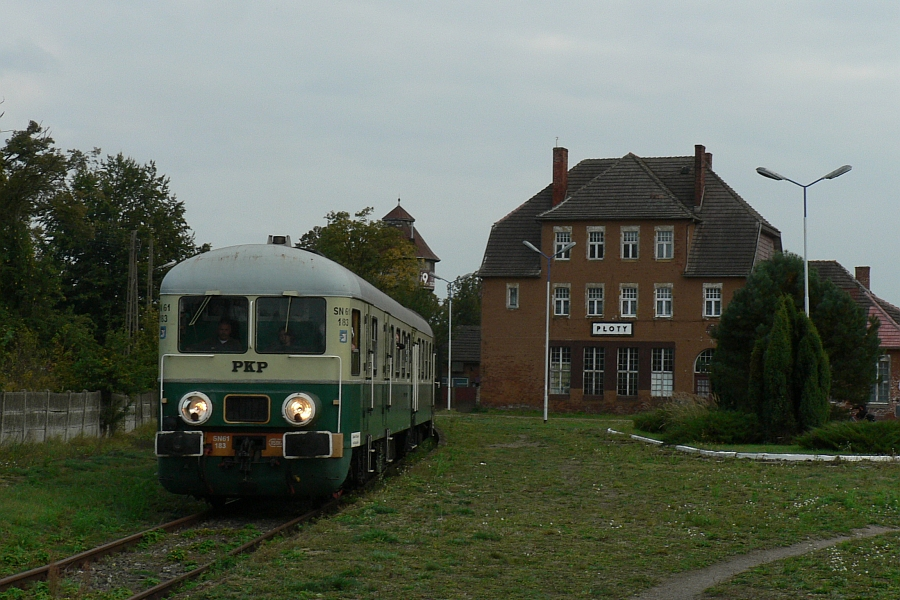
Der Bahnhof in Płoty (Plathe)

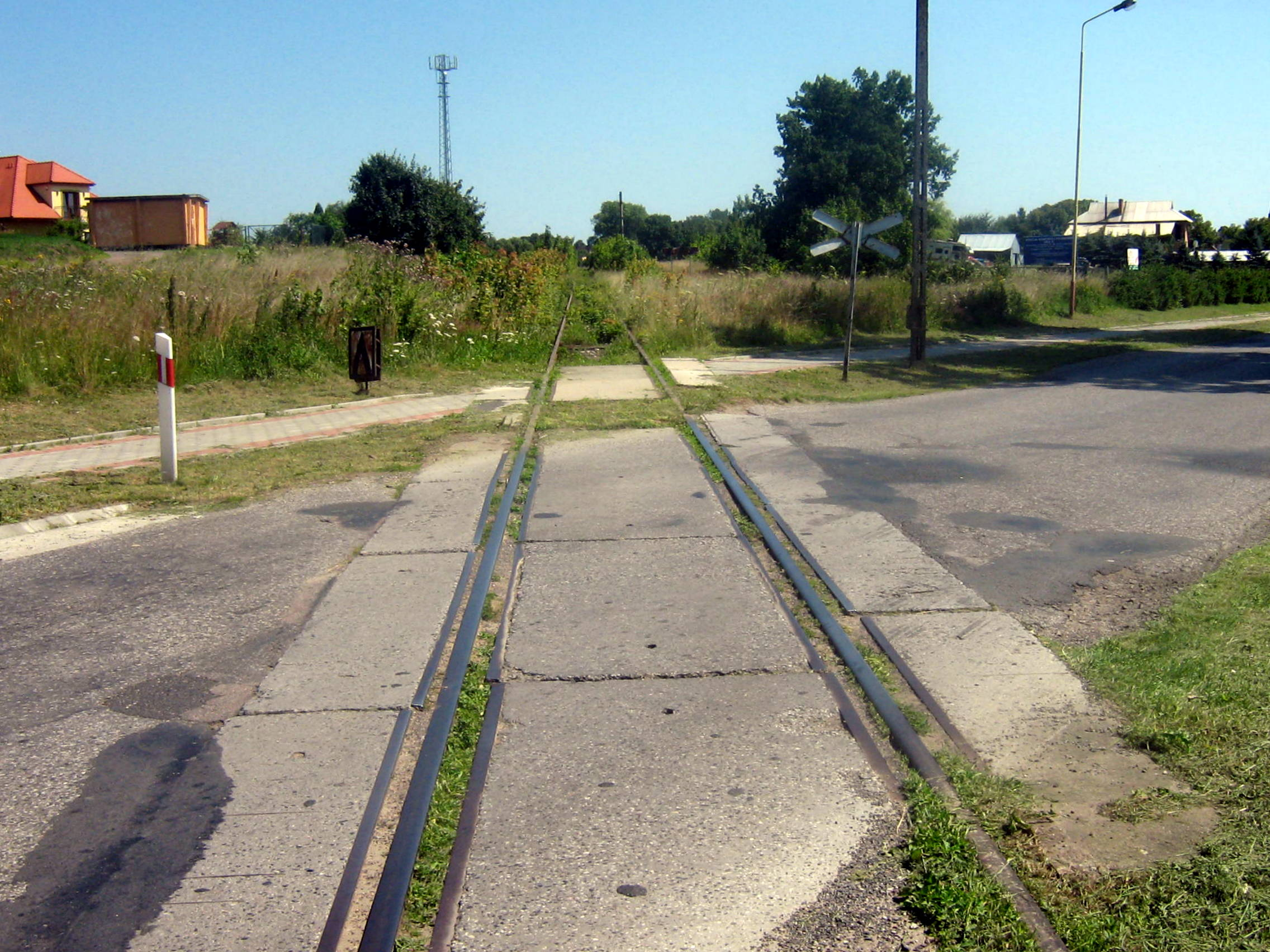
Straßenquerung der Bahnlinie in Golczewo (Gülzow)

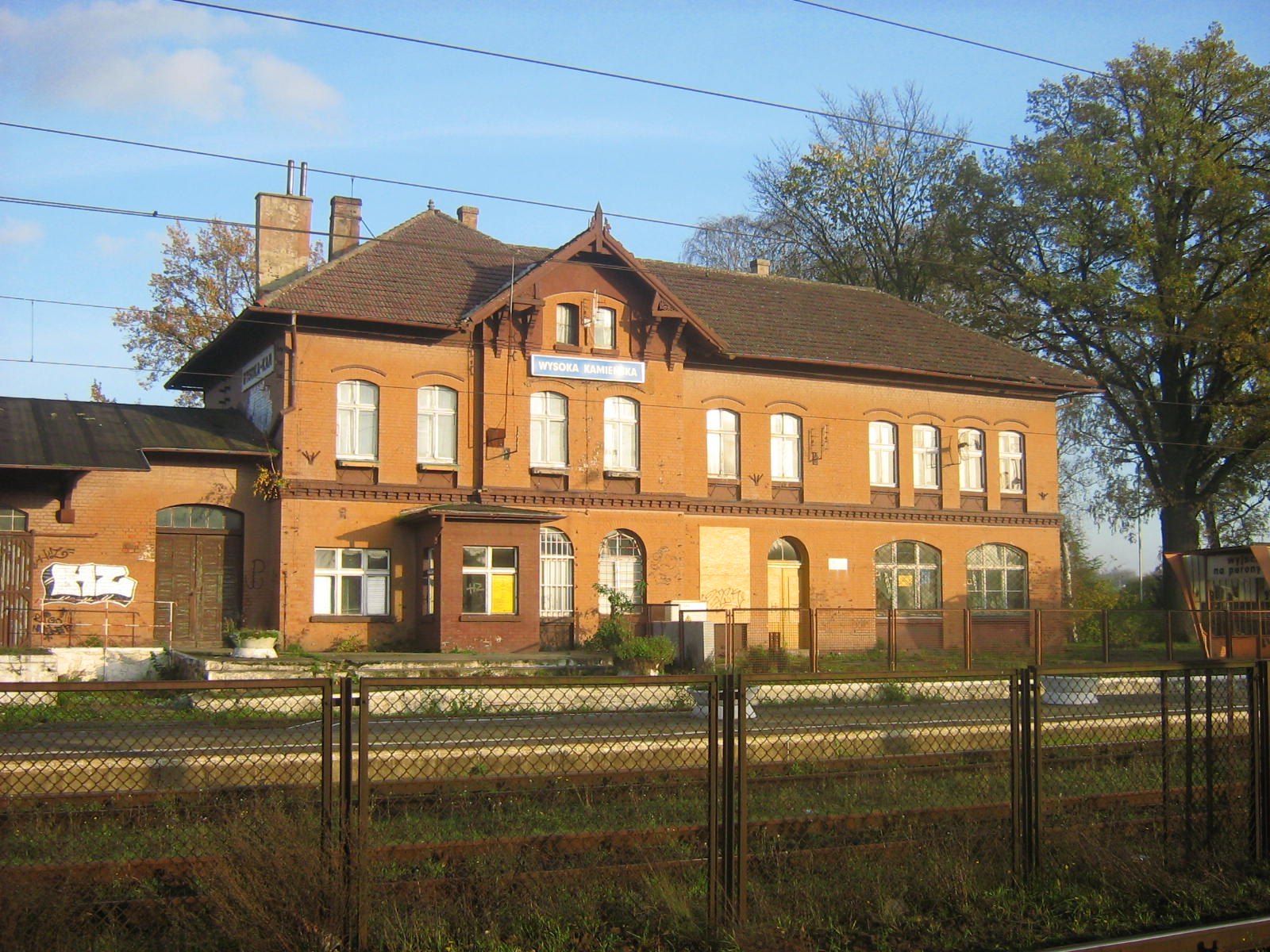
Der Bahnhof in Wysoka Kamieńska (Wietstock)

Die Bahnstrecke von Worowo nach Wysoka Kamieńska verlief auf 60,5 Kilometer Länge in Ost-West-Richtung und verband die Hauptbahnstrecken Stargard in Pommern–Danzig und Stettin-Altdamm–Świnoujście sowie die Nebenstrecken Koszalin–Goleniów (Köslin–Gollnow) und Wysoka Kamieńska–Trzebiatów (Wietstock–Treptow (Rega)). Außerdem war sie ein Bindeglied der Städte Resko (Regenwalde), Płoty (Plathe) und Golczewo (Gülzow) sowie der Kreise Powiat Łobeski, Powiat Gryficki und Powiat Kamieński.

## Geschichte
Als erstes Teilstück der Gesamtstrecke von Wurow nach Wietstock wurde am 1. März 1903 der Abschnitt von Wurow (Worowo) – ausgehend von Labes (Łobez) – bis nach Regenwalde (Resko) eröffnet. Drei Jahre später – am 24. April 1909 – erfolgte die Inbetriebnahme des Abschnitts von Regenwalde nach Gülzow (Golczewo), und schließlich am 20. Dezember 1910 der „Lückenschluss“ von Gülzow nach Wietstock (Wysoka Kamieńska).
Nach 1945 wurde die Bahnstrecke der Deutschen Reichsbahn von der Polnischen Staatsbahn weitergeführt, bis am 30. Mai 1992 das Teilstück von Worowo nach Resko für den Gesamtverkehr und der Abschnitt von Resko nach Wysoka Kamieńska für den Personenverkehr geschlossen wurde. In den Jahren 2000 und 2005 erfolgte dann die Gesamtstilllegung der Teilstrecken.